# Mischocyttarus declaratus
Mischocyttarus declaratus är en getingart som beskrevs av Zikan 1935. Mischocyttarus declaratus ingår i släktet Mischocyttarus och familjen getingar. Inga underarter finns listade i Catalogue of Life.